# Daltaban Mustafa Pasza
Daltaban Mustafa Pasha II – wielki wezyr Imperium osmańskiego z pochodzenia Serb i janczar.
W 1696 roku został gubernatorem w Diyarbakır.  Od 1697 roku odpierał ataki austriackie w Bośni (V wojna austriacko-turecka). W 1699 roku został gubernatorem Bagdadu. Od 4 września 1702 do 24 stycznia 1703 roku był wielkim wezyrem. Zginął podczas misji krymskiej w 1703 roku.